# NSU

NSUのエンブレム

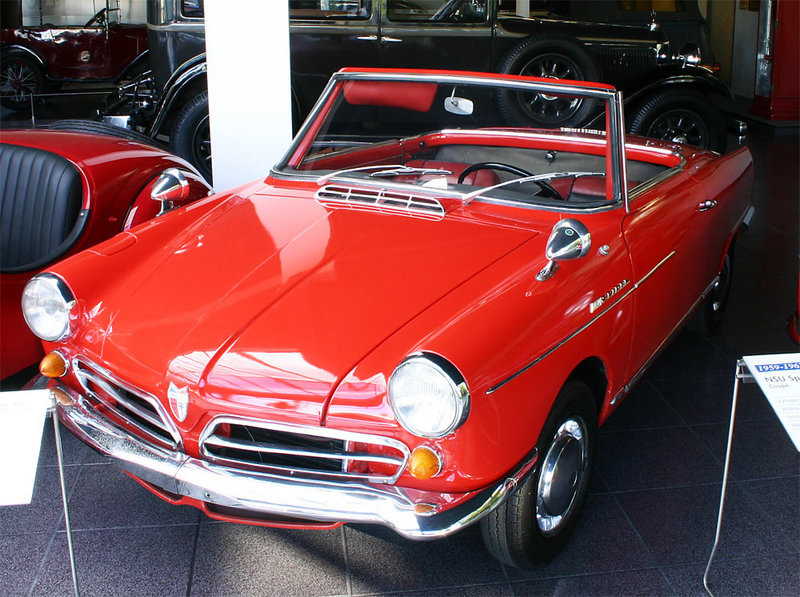
NSU・ヴァンケルスパイダー

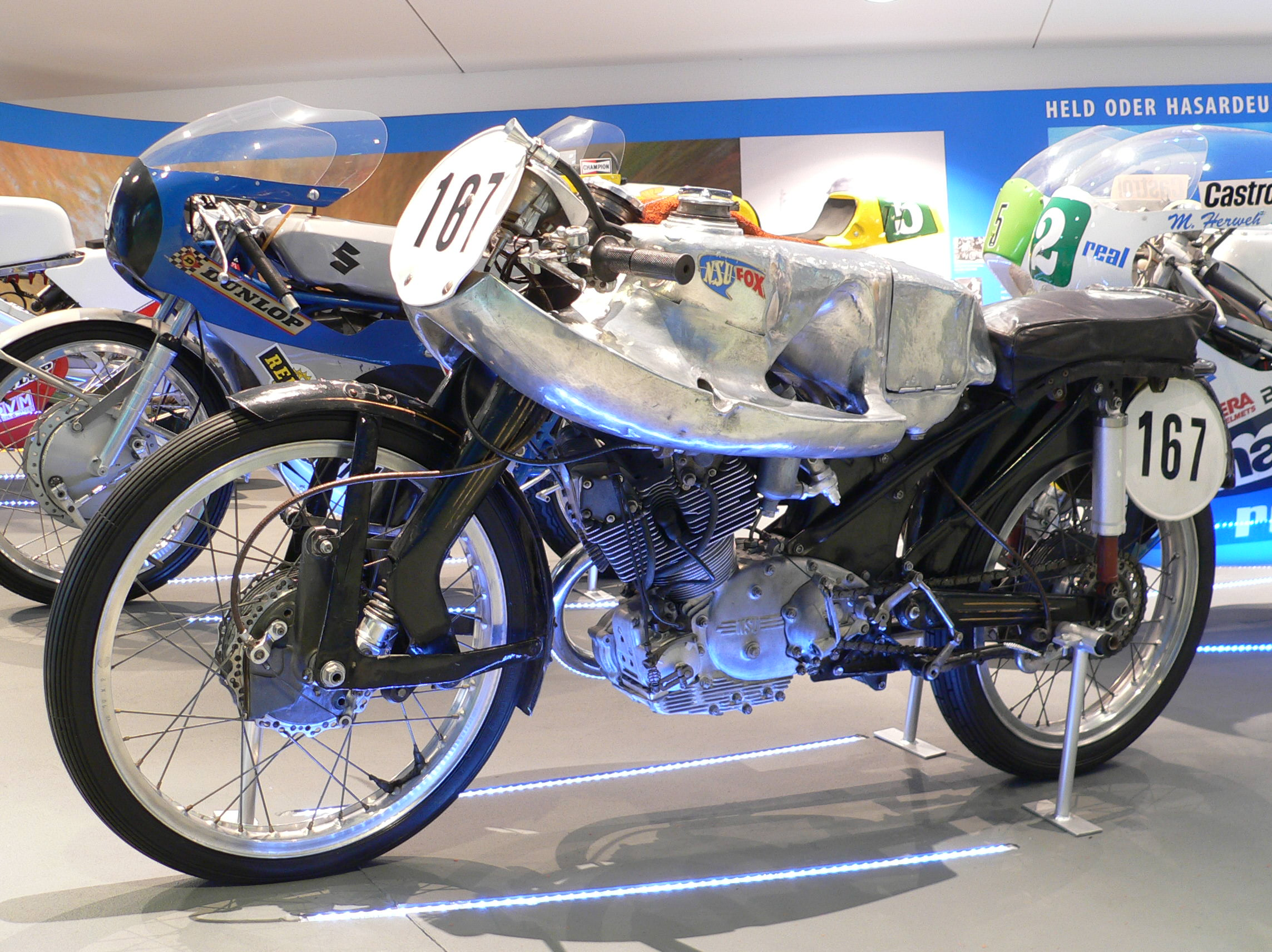
NSU・レンフォックスR11

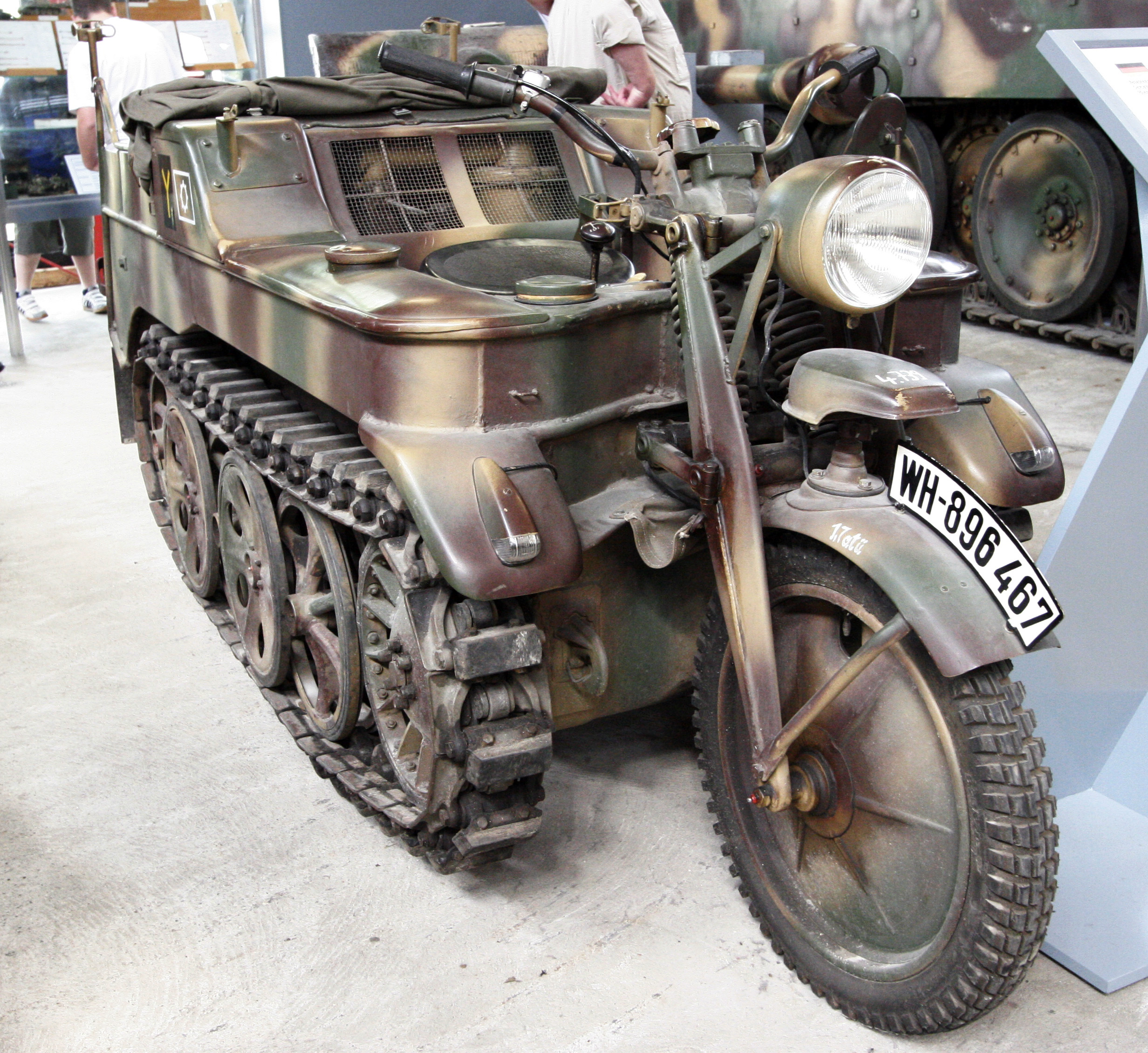
Sdkfz2

NSU (エヌエスウー、Neckarsulmer Strickmaschinenfabrik) はドイツ（西ドイツ）のオートバイおよび自動車メーカーである。

## 概要
1873年にニット編み機製造企業として設立、1884年にネッカー川とズルム川の合流する街ネッカーズルム（Neckarsulm）に移る。NSUのブランド名はネッカーズルムに由来する。
すぐにオートバイの製造を開始し、1892年には完全にオートバイ製造企業になった。1905年には自動車製造にも進出するが、1932年に自動車部門はフィアットに買収された。第二次世界大戦中に開発製造したものに無限軌道オートバイともいえるケッテンクラートがある。二輪車生産台数はホンダに抜かれるまで世界一であった。
1957年、小型車の「プリンツ」を発表して自動車製造を再開。社名もNSU Automobil AG （後に NSU Motorenwerke AG） になった。
1964年に世界初のロータリーエンジン搭載車である「ヴァンケルスパイダー」（1ローター）を発売。1967年セダン初のロータリー車「Ro80」を世に送り出した。ロータリーエンジンの技術はのち日本のマツダ（当時は東洋工業）に供与された。
しかしヴァンケルスパイダーやRo80は、チャターマーク（ローターハウジング内壁に波状磨耗を起こす致命的なトラブル）をはじめとするエンジンの問題を克服できず、特にRo80では多くのクレームがNSUに寄せられた。これが経営に影響し、Ro80のレシプロエンジン版である「K70」発表直前の1969年にNSUはフォルクスワーゲン（VW）傘下に入り、ほぼ同時期にVW系列に入ったアウトウニオンに吸収合併され、AUDI NSU AUTOUNION AG（現在のアウディ）となった。K70は「ビートル」のイメージからの脱却を図るVWの経営判断からVWブランドで発売され、Ro80は1977年に製造を中止し、NSUブランドの自動車は消滅した。なおこれに先んじて、オートバイ製造は1964年の4サイクル車「マキシ」と2サイクル車「プリマ」の製造中止をもって撤退している。
なお、1985年にアウディの子会社としてNSU GmbH'が設立されている。